# Naturschutzgebiet Ölsiefental
Das Naturschutzgebiet Ölsiefental ist ein Naturschutzgebiet in der Umgebung von Engeldorf und Offermannsheide in der Gemeinde Kürten im Rheinisch-Bergischen Kreis.

## Beschreibung
Das Naturschutzgebiet umfasst die Flächen des Ölsiefens südöstlich von Engeldorf bis zur Mündung in die Sülz einschließlich ihrer begleitenden naturnahen Laubmischwaldbestände in den Hangbereichen sowie die nördliche Quellmulde.

## Vegetation und Schutz
Die Schutzgebietsausweisung erfolgte zur Erhaltung und Entwicklung eines naturnahen Lebensraumes mit Grünlandbrache, strukturreichen Laubwaldbeständen und Fließgewässer mit einem ausgeprägten Quellbereich. Im Einzelnen wurden folgende Schutzzwecke festgesetzt: 
- Erhaltung und Sicherung der geschützten Biotope: Bruch-, Sumpf- und Auwälder, seggen- und binsenreiche Nasswiesen, Quellbereiche sowie natürliche und naturnahe Bereiche fließender und stehender Binnengewässer,
- Erhaltung und Entwicklung der arten- und strukturreichen naturnahen Hang-Laubmischwaldbestände mit z. T. durchgewachsenen Hainbuchen reichen Niederwaldbeständen.[1]